# Edward Cardon

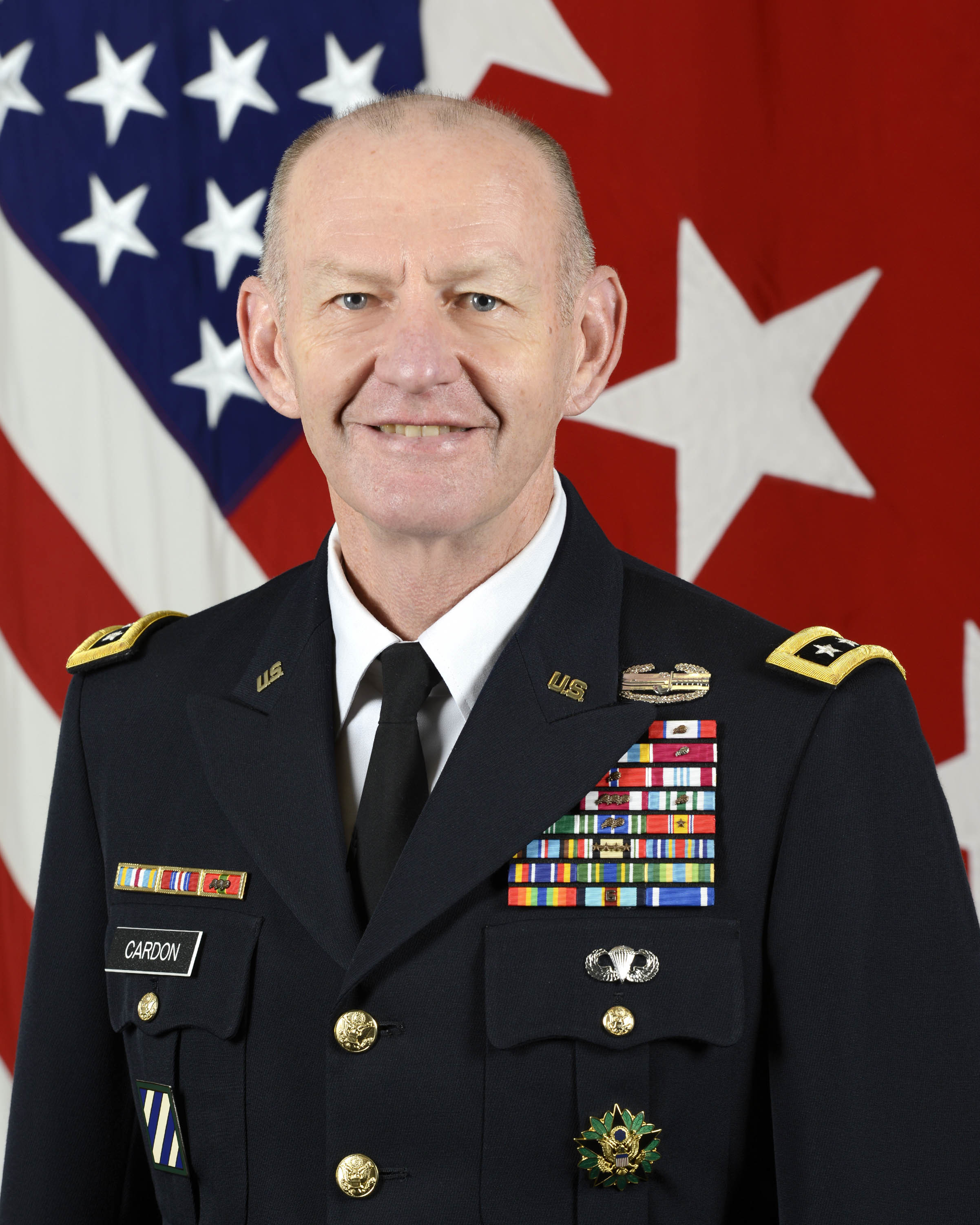
Edward C. Cardon (2017)

Edward Charles Cardon (* 16. November 1960 im El Paso County, Texas) ist ein pensionierter Generalleutnant der United States Army. Er war unter anderem Kommandeur der 2. Infanteriedivision und der 2. Armee.
Edward Cardon ist ein Sohn von Lawrence Edward Cardon und dessen Frau Cornelia Helen Overdevest. Er wurde in Texas geboren und wuchs dann in Kalifornien auf. In den Jahren 1978 bis 1982 durchlief er die United States Military Academy in West Point. Nach seiner Graduation wurde er als Leutnant den Pionieren zugeteilt. In der Armee durchlief er anschließend alle Offiziersränge vom Leutnant bis zum Drei-Sterne-General.
Im Lauf seiner militärischen Karriere absolvierte Cardon verschiedene Kurse und Schulungen. Dazu gehörten unter anderem das National War College und das Naval War College.
In seinen jüngeren Jahren absolvierte er den für Offiziere in den niederen Rangstufen üblichen Dienst in verschiedenen Einheiten und Standorten. Als Pionieroffizier gehörten der Hochwasserschutz, der Ausbau von Hafenanlagen und deren militärischer Verteidigung, und Flussregulierungen sowie der Bau von Schleusen und Stauwerken zu seinem Aufgabenbereich. Dabei war er verschiedenen Einheiten des US-Heeres zugewiesen in deren Stab er als Pionieroffizier tätig war.
In den 1990er Jahren war er in Bosnien und Herzegowina als Stabsoffizier bei der SFOR-Mission eingesetzt. Zwischen 1998 und 2000 kommandierte er ein Pionierbataillon der 4. Infanteriedivision. Danach gehörte er bis zum Jahr 2002 dem Stab des Chief of Staff of the Army an. Danach wurde er Kommandeur der Pionierbrigade der 3. Infanteriedivision, mit der er im Irakkrieg eingesetzt war. Diesen Posten bekleidete er bis zum Jahr 2004. Er blieb auch danach bei der 3. Infanteriedivision, wo er bis 2006 eine andere Brigade (4th Brigade Combat Team) kommandierte und zwischenzeitlich erneut in den Irak versetzt wurde. Als Nächstes rückte er in den Generalstab der 3. Infanteriedivision auf, wo er ab 2006 deren Stabsabteilung G4 (Logistik und Nachschub) leitete und ab 2007 ein weiteres Mal in den Irak versetzt wurde.
Nach seiner Rückkehr in die Vereinigten Staaten wurde Edward Cardon stellvertretender Leiter des Command and General Staff Colleges. Zwischen September 2011 und Juni 2013 hatte er den Oberbefehl über die 2. Infanteriedivision in Südkorea. Danach erhielt er das Kommando über die 2. Armee das er zwischen März 2014 und Oktober 2016 innehatte. Diese Armee war zwischenzeitlich mit dem United States Army Cyber Command fusioniert, das daher auch unter Cardons Kommando stand. Daran schloss sich eine Versetzung zum Generalstab des US-Heeres versetzt an, wo er bis zu seiner Pensionierung im Jahr 2018 die Abteilung für Heeresreformen (United States Army Office of Business Transformation) leitete.

## Orden und Auszeichnungen
Edward Cardon erhielt im Lauf seiner militärischen Laufbahn unter anderem folgende Auszeichnungen:
- Army Distinguished Service Medal
- Defense Superior Service Medal
- Legion of Merit
- Bronze Star Medal
- Defense Meritorious Service Medal
- Meritorious Service Medal
- Joint Service Commendation Medal
- Army Commendation Medal
- Army Achievement Medal
- Joint Meritorious Unit Award
- Valorous Unit Award
- Superior Unit Award
- National Defense Service Medal
- Armed Forces Expeditionary Medal
- Iraq Campaign Medal
- Global War on Terrorism Expeditionary Medal
- Global War on Terrorism Service Medal
- Korea Defense Service Medal
- Armed Forces Service Medal
- NATO-Medaille